# Coryphistera alaudina
Coryphistera alaudina là một loài chim trong họ Furnariidae.